# Dokumentärfilm

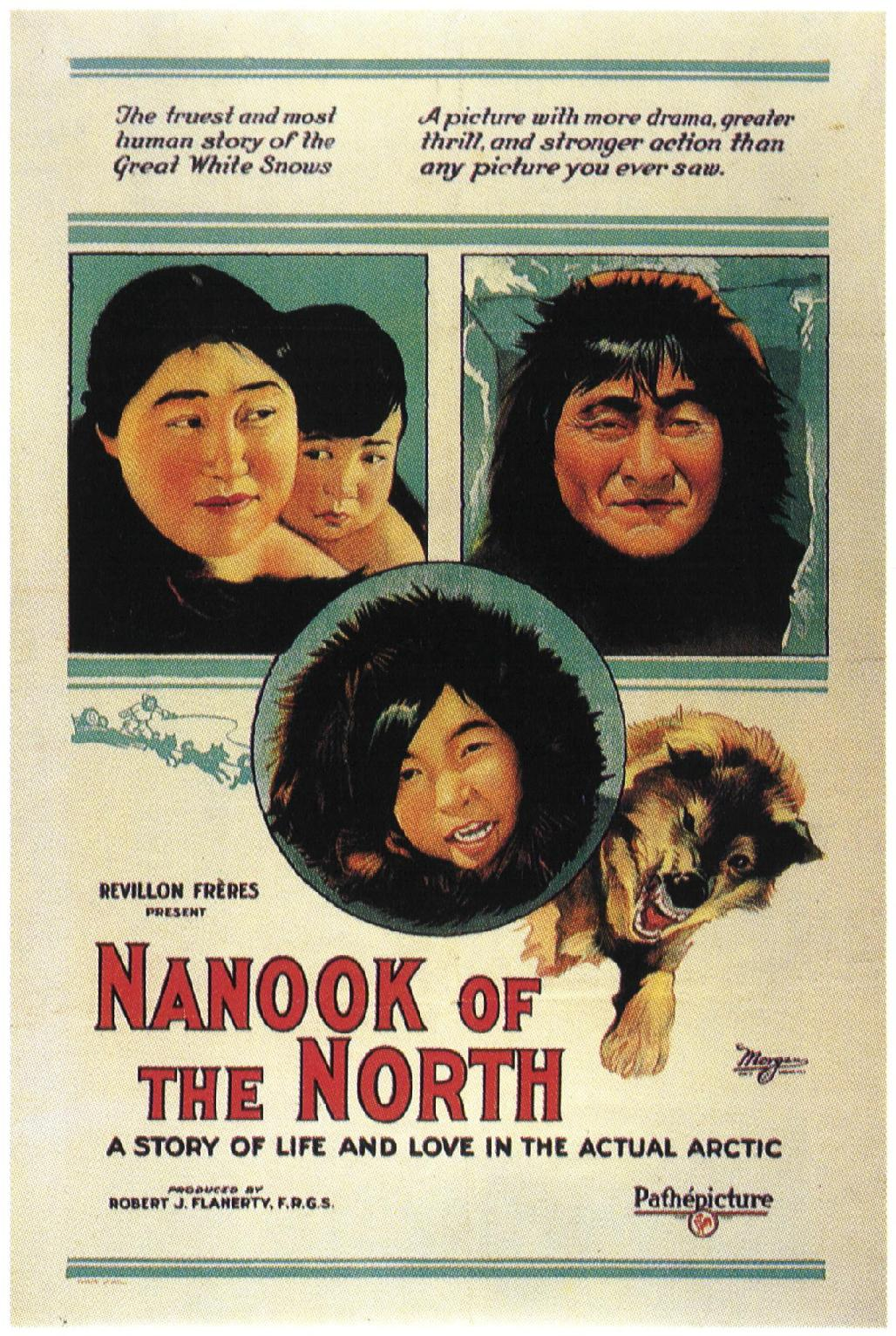
Nanook, köldens son (1922) är en tidig inflytelserik dokumentärfilm, som dock kritiserats för att vara delvis iscensatt.

En dokumentärfilm är en film som dokumenterar en aspekt av verkligheten. En dokumentärfilm är inte dramatiserad eller iscensatt och historien som berättas är inte fiktiv. En dokumentär kan exempelvis avhandla historia, natur och vetenskap, mänskliga livsöden eller politiska och sociala motsättningar. De kan också skildra exotiska platser, storslagna och ordinära händelser och annorlunda människor, men lika gärna vardagliga företeelser och vanliga människor. En tydlig avgränsning mellan dokumentärfilm och spelfilm är omöjlig att göra. Att skildra något på film innebär alltid ett redigerat utsnitt av verkligheten tillsammans med ett formspråk. Dokumentären har beskrivits som "en filmisk praktik, en tradition, och ett publikt förhållningssätt till filmupplevelsen" som hela tiden utvecklas och som saknar tydliga gränsdragningar. Nanook - köldens son, producerad 1922 av kanadensaren Robert Flaherty, brukar kallas för den första långfilmsdokumentären.

## Etymologi
Ordet dokument på engelska, document, användes redan under tidigt 1200-tal i betydelsen "undervisning" eller "instruktion", och härstammar från fornfranska dokument som betyder "lektion" eller "skriftlig bevisning", från latinska documentum, "exempel, bevis, lektion"", och på medeltida latin "skrivet officiell instrument" från docere, "för att visa, undervisa" (se doktor). På engelska är betydelsen "något skrivet som tillhandahåller bevisning för eller bevis" dokumenterat från början av 1700-talet.
Ofta hävdas det att documentary ("dokumentär") användes första gången av skotske filmskaparen John Grierson 1926 när han skrev om Robert Flahertys film Moana (samme regissör som fyra år tidigare gjorde Nanook). Han definierade dokumentären som “creative treatment of actuality” (kreativ behandling av verklighet). Och enligt Grierson skulle dokumentären användas för att informera, undervisa och propagera.

## Definitioner av dokumentärfilm
Gränsdragningen mellan spelfilm och dokumentär är omöjlig att göra. Dokumentärfilm har stora likheter med reportaget som också syftar till att så verklighetstroget som möjligt avspegla verkligheten sådan den faktiskt gestaltar sig. Där är utgångspunkten verkligen journalistisk. Instruktionsfilm (som är manualer i form av rörliga bilder för apparater, rutiner och processer) är i regel inte dokumentär. Journalfilm (newsreel) och resefilm (travelogue) påminner i regel mer om ett reportage än en dokumentär.[källa behövs]
En film som har till syfte att skildra en verklig händelse, men där man av olika skäl saknar lämpligt bildmaterial och i stället låter skådespelare åskådliggöra händelseförloppet i efterhand, brukar kallas dramadokumentär, men ett riktigare ord vore dokumentärdrama
Om man tar fasta på Griersons uppfattning att “kreativ behandling” är en del av kravet på en dokumentärfilm, kan man urskilja grader av kreativitet i olika typer av film. Efter beslutet om var kameran ska placeras, saknar nog en övervakningsfilm all kreativitet. Dess enda funktion är att registrera vad som sker framför kameran. Estetiska aspekter är helt frånvarande. Och man lär sig knappast något om de passerande människornas liv och bakgrund.
Så en dokumentärfilm är en film som speglar verkligheten genom en filmares uppfattning om den. Den kan ge sken av att vara objektivt redovisande, som i Frederick Wisemans och bröderna Maysles filmer; den kan försöka återge verkligheten bakom ytan genom att använda filmiska uttryck (montage, ljus, ljud) som i Night Mail, Coal Face och andra brittiska 30-talsfilmer; den kan bli en poetisk bild av verkligheten, som i Humphrey Jennings filmer; den kan vara avant-gardistisk, som i stadssymfonierna; den kan återskapa verkligheten, ibland med de verkliga människorna i deras verkliga situationer, som i Target for Tonight och Native Land, eller med skådespelare i uppbyggd dekor, som i dokumentärdramer (ett riktigare namn än dramadokumentär). Den kan vara mycket mer, men det gemensamma, oavsett hur den ser ut, är att den försöker förmedla en verklighet, mer eller mindre filtrerad genom filmarens avsikter.
Alla filmer är propagerande, det vill säga att en åsikt eller attityd medföljer informationen. När attityden/åsikten märks som tydligast brukar man kalla det för en propagandafilm, när den är som mest subtil är det svårare att upptäcka vad filmaren vill att man ska tycka. För att märka hur man manipuleras av en film, måste betraktaren ha tillräckligt mycket kunskaper och insikter i ämnet för att själv kunna avgöra allt från direkta felaktigheter till nyanser i budskapet.
Alla filmer, även de fiktiva, är dokumenterande. En komedi eller ett drama från 20-talet dokumenterar ljussättning, dekorbygge, spelstil och dramaturgiska konventioner. Fiktionsfilmer inspelade i verkligheten (i motsats till studio eller studiobygge) dokumenterar miljöer, bilar, byggnader och allt som råkat fångas av kameran i bakgrunden med människors kläder, frisyrer och gångstil.

## Svenska dokumentärfilmare[6]
Nestorn inom svensk dokumentärfilm var under 1900-talet Arne Sucksdorff (1917-2001). Han fick en Oscar för sin kortfilm om Stockholm, Människor i stad, 1947. Tjugo år senare tilldelades han en Guldbagge för den svensk-brasilianska långfilmen Mitt hem är Copacabana. Filmen är en spelfilm av dokumentär karaktär baserad på intervjuer gjorda med barn i Rio de Janeiros slumkvarter och med några av dessa barn i huvudrollerna.
En av Sucksdorfs lärjungar var Stefan Jarl som har blivit en av Sveriges mest kända dokumentärfilmare. Tillsammans med Jan Lindqvist gjorde han 1968 Dom kallar oss mods och han har sedan dess gjort ett tjugotal omtalade dokumentärfilmer. 2010 var det premiär för Jarls film Underkastelsen om alla farliga kemikalier vi ovetande får i oss.
Både Sucksdorff och Jarl tvekade inte att arrangera situationer i verkligheten för att bättre fånga ändamålet, inte så att de förvanskade den, utan snarare intensifierade den.
Två mycket originella dokumentärfilmare är Staffan Lamm och Eric M. Nilsson som började göra sina essäistiska och personliga dokumentärer på sextiotalet och har fortsatt att leverera underfundiga och gripande filmer ända inpå 2000-talet.
Maj Wechselmann blev uppmärksammad med sin avslöjande film om militärflygplanet Viggen, Viggen 73, 1973. Hon har sedan dess behållit sitt rykte som en provocerande filmmakare med filmer som Ubåt! En till sannolikhet gränsande visshet (1985) och Pengarna och paniken: en film om girighet (2009).
På 1970-talet framträdde en rad dokumentärfilmare tack vare att Sveriges Television 1969 startade en ny TV-kanal: TV2. Kanalen hade dels en stab med anställda filmare och dels en handfull frilansare knutna till sig, bland andra Nina Hedenius, Ingela Romare, Lennart Malmer, Anders Ribbsjö och Rainer Hartleb.
1983 fick Agneta Elers-Jarleman en Guldbagge för dokumentären Smärtgränsen. PeÅ Holmquists ögonöppnare Gaza Ghetto gick upp på bio 1984 och skulle följas av flera filmer om Palestina, den senaste från 2008, Unge Freud i Gaza, om en palestinsk psykolog. Christina Olofsons kritikerrosade Dirigenterna, om kvinnliga orkesterdirigenter, hade premiär 1987. Andra dokumentärfilmare som gjorde debut vid denna tid var Mikael Wiström, Brita Landoff, Mikael Kristersson, Ebbe Gilbe och Jan Röed.
Under det nya millenniets första decennium har många nya dokumentärfilmare stigit fram. Några av de mest omtalade är Johan Söderberg (Tokyo Noise 2002, The Planet 2006), Erik Gandini (Sacrificio 2001, Videocracy 2009), Åsa Blanck (Vikarien 2005), Maud Nycander (Nunnan, 2007) och Nahid Persson Sarvestani (Prostitution bakom slöjan 2004, Drottningen och jag 2009).